# Kim Hyung-il
Kim Hyung-il (en coreano: 김형일; nacido el 27 de abril de 1984 en Incheon, Corea del Sur) es un futbolista surcoreano que juega como defensor para el Sangju Sangmu Football Club de la K League Challenge, a préstamo del Pohang Steelers.

## Clubes
| Club                                 | País          | Año           |
| ------------------------------------ | ------------- | ------------- |
| Daejeon Citizen                      | Corea del Sur | 2007-2008     |
| Pohang Steelers                      | Corea del Sur | 2008 -        |
| Sangju Sangmu Football Club (cedido) | Corea del Sur | 2012-presente |

## Selección nacional
Kim Hyung-il fue uno de los 23 jugadores que representaron a Corea del Sur en la Copa Mundial de Fútbol de 2010.

## Palmarés

### Campeonatos nacionales
| Título                           | Club            | País          | Año  |
| -------------------------------- | --------------- | ------------- | ---- |
| Korean FA Cup                    | Pohang Steelers | Corea del Sur | 2008 |
| Copa de la Liga de Corea del Sur | Pohang Steelers | Corea del Sur | 2009 |

### Campeonatos internacionales
| Título                      | Club            | Año  |
| --------------------------- | --------------- | ---- |
| Liga de Campeones de la AFC | Pohang Steelers | 2009 |